# لولاكي (فلم)
لولاكي فيلم مصري إنتاج 1993 بطولة علي حميدة ومعالي زايد من تأليف مصطفى محرم ومن إخراج المخرج حسن الصيفي، تم إنتاج الفيلم يحمل نفس اسم أغنية لولاكي الذي حقق نجاحاً كبير غير مسبوق في الساحة العربية.
تدور قصة الفيلم حول «عادل» يتخلى عن خطيبته «سلوى» بعد وفاة والدها وإعلان إفلاسه، تقرر سلوى الاستمرار بشركة إنتاج الكاسيت التي ورثتها عن والدها ويعاونها رمضان مدير الشركة. يكون المطرب الشاب المجهول المتطلع للشهرة «سعيد» فرقة غنائية من الشباب في مرسى مطروح لإحياء المناسبات الاجتماعية والأفراح مساء، بينما يعمل جرسوناً في أحد الفنادق مع أحد منتجى شرائط الكاسيت دون أن يحقق أمله. تجري «سلوى» مسابقة للأصوات الجديدة ويفوز بها «سعيد». كما تصدر له شريطاً بعنوان لولاكى يحقق نجاحاً كبيراً ورواجاً للشركة. يتودد عادل خطيب سلوى السابق إليها عقب تحسن أحوالها المالية ويطمع مع والده في شراء فيلتها وتوقع له على كمبيالة، فيساومها على الزواج مقابل التجاوز عن قيمة الكمبيالة التي تعجز عن سدادها.. تصدم سلوى حبيبها سعيد لتوهمه بخداعها. وعندما يعترف رمضان لسعيد يدفع ثمن الكمبيالة لعادل ويتزوج من سلوى.

## بطولة
- علي حميدة بدور سعيد
- معالي زايد بدور سلوى
- هشام عبد الحميد بدور عادل
- محمد الشرقاوي بدور صالح
- فؤاد خليل بدور دسوقي
- سعيد عبد الغني بدور رمضان

## وصلة خارجية
صفحة الفيلم على موقع قاعدة بيانات الأفلام العربية.
1. ↑   [وصلة مكسورة] نسخة محفوظة 1 أغسطس 2014 على موقع واي باك مشين.
2. ↑  لولاكي (فلم) في قاعدة بيانات الأفلام العربية

## روابط خارجية
- مقالات تستعمل روابط فنية بلا صلة مع ويكي بيانات